# NGC 887
NGC 887 est une galaxie spirale barrée située dans la constellation de la Baleine. NGC 887 a été découverte par l'astronome germano-britannique William Herschel en 1785.

## Caractéristiques
Sa vitesse par rapport au fond diffus cosmologique est de 4 083 ± 16 km/s, ce qui correspond à une distance de Hubble de 60,2 ± 4,2 Mpc (∼196 millions d'al)
À ce jour, six mesures non basées sur le décalage vers le rouge (redshift) donnent une distance de 62,783 ± 6,742 Mpc (∼205 millions d'al), ce qui est à l'intérieur des valeurs de la distance de Hubble.
La classe de luminosité de NGC 887 est III et elle présente une large raie HI.